# Тріскачка ширококрила
Тріскачка ширококрила (Bryodemella tuberculata) — вид прямокрилих з родини саранові. Поширений на півночі Євразії. В Україні занесений до Червоної книги.

## Морфологічні ознаки
Довжина тіла 26–39 мм. Бурі чи жовтувато-бурі, покриті темними плямами. У польоті помітні яскраві малинові, прозорі (не шкірясті) крила з темною широкою поперечною смугою. Голова з широким випуклим тім'ям, тім'яні ямки неправильно трикутні. Вусики нитчасті, вдвічі коротші за тіло. Передньоспинка спереду звужена, циліндрична, випукла; ззаду — плоска, злегка зморшкувата, з випуклими «плечима», її задній край кутом виступає над основою надкрил. Серединний кіль передньоспинки низький, тонкий, нерідко напівстертий, перетинається 2–3 поперечними, іноді слабко вираженими борозенками. Задні гомілки брудно-жовті, на вершині затемнені. Яйцеклад короткий та широкий, малопомітний.

## Поширення
Ареал диз'юнктивний, від Данії та країн Скандинавії до Далекого Сходу Росії, Тибету та Гімалаїв. 
В Україні відмічений на півдні Полісся, у Лісостепу та півночі Степу (Чернігівська, Київська, Черкаська, Полтавська, Харківська області). Останні достовірні знахідки в Україні зроблені у 1953 р. поблизу м. Харкова.

## Особливості біології
Генерація однорічна. Зимують у фазі яйця (у ворочках). Ворочки великі, вигнуті, розділені слабкою перетяжкою на дві нерівні частини: верхню, меншу, заповнену губчатою масою, та нижню велику, де міститься 25–28 великих червонуватих яєць. Личинки з’являються на початку травня. Дорослі особини — з початку червня до серпня. Зустрічаються на узліссях та галявинах в соснових лісах, на остепнених ділянках надзаплавної тераси та піщаних горбах у заплавах річок. Фітофаг. Самець в польоті голосно тріщить. Зустрічаються локально, ніде не досягають великої чисельності.

## Загрози та охорона
Чисельність змінюється через потепління клімату, вирубування старих соснових масивів, перетворення піщаних надзаплавних терас в зону відпочинку.
Необхідно створювати заказники у місцях мешкання виду в Україні. Пропонується реакліматизація виду.